# 6,5 × 52 mm Carcano
Die Patrone 6,5 × 52 mm Carcano wurde zusammen mit den Mannlicher-Carcano-Gewehren System 1891 in den Jahren 1891–1899 in Italien eingeführt. Sie diente als Vorbild für die 6,5×54-mm-Mannlicher-Schönauer. Anfänglich wurde die Patrone mit dem zweibasigen Nobel-Pulver Ballistit geladen, später, um die Lauferosion zu vermindern und Drucksprünge zu vermeiden, mit Solenit. Als Geschoss wurde ein Vollmantel-Rundkopfgeschoss mit Bleikern verwendet. Die Patrone wurde bis 1945 militärisch geführt, und bis in die 1970er-Jahre in Italien hergestellt. Besondere Nachwirkung in der öffentlichen Wahrnehmung erhielt diese Patrone durch Nutzung beim Attentat auf John F. Kennedy.

Bilder zur Carcano-Patrone
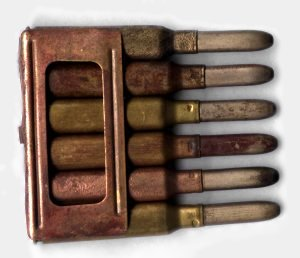
Carcano-Patronen in Ladestreifen
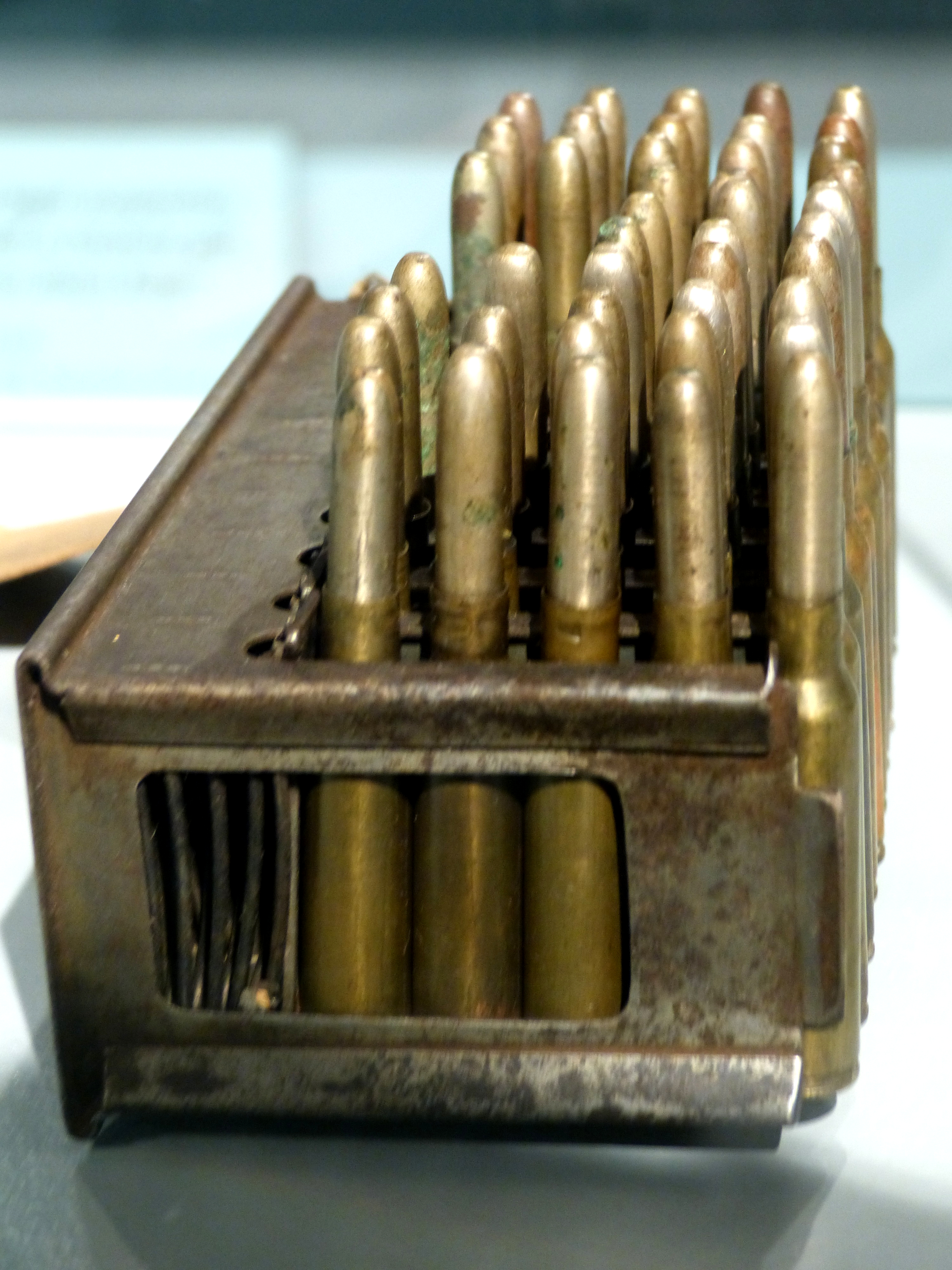
Carcano-Patronen in MG-Magazin
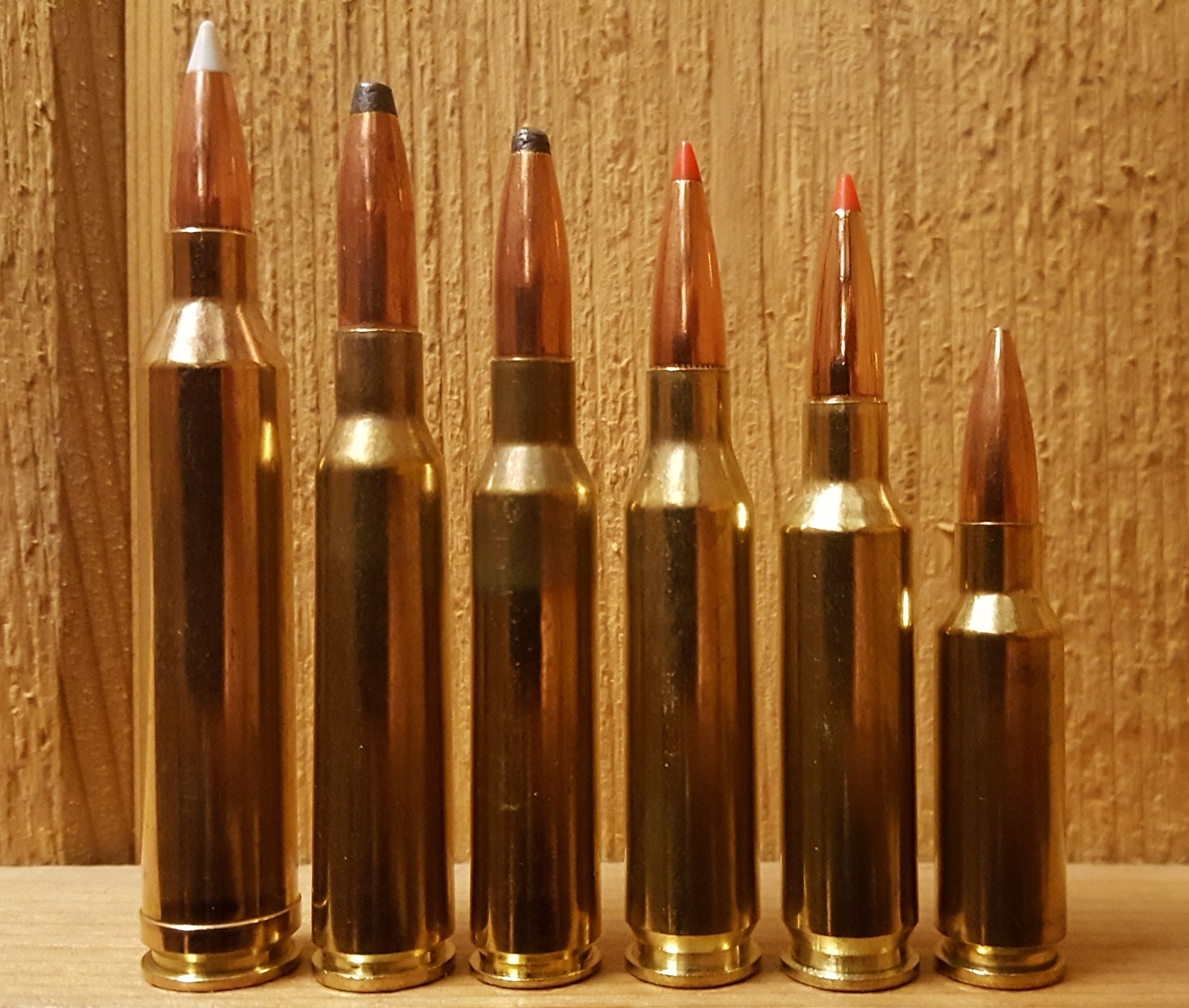
Carcano-Patrone im Größenvergleich (3. von links)